# Dhumakuntahalli, Gudibanda
Dhumakuntahalli là một làng thuộc tehsil Gudibanda, huyện Kolar, bang Karnataka, Ấn Độ.